# B. B. & Q. Band
B. B. & Q. Band, dat staat voor The Brooklyn, Bronx, and Queens Band, was een Amerikaanse post-disco en funkband die werd opgericht in 1979 en uit elkaar ging in 1987.

## Geschiedenis
De B. B. & Q. Band was een studioconcept dat werd bedacht in 1979 door zakenman Jacques Fred Petrus. Na het succes met de band Change in 1980 besloot Petrus met collega Mauro Malavasi om dit nieuwe concept op te richten, vernoemd naar de drie stadsdelen in New York. Fred Petrus verzamelde een groep muzikanten en deze vormden de band.
De groep werd aanvankelijk samengesteld uit Paris Ford (bas), Mauro Malavasi (piano en synthesizers), Paolo Gianolio (gitaar), Terry Silverlight (drums), Kevin Nance (keyboards), en Ike Floyd (zang). Er werd een contract getekend met het beroemde Capitol platenlabel, en de band tourde met de klassieke hit "On the Beat" uit 1981.
Op het tweede album All Night Long uit 1982 werd Ike Floyd vervangen door Kevin Robinson wiens stem werd vergezeld door drie andere zangers; Tawatha Agee, Timmy Allen (van Change) en Luther Vandross.
Het derde album Six Million Times kwam uit in 1983, en had invloeden van The Time en Prince. Petrus had in die tijd grote financiële problemen en het album moest daarom met een beperkt budget worden geproduceerd in slechts vijf weken tijd. Het album werd geen commercieel succes en Capitol nam afstand van de band.
In 1985 kwam B. B. & Q. Band met hun laatste album Genie, waarop de karakteristieke stem van Curtis Hairston is te horen. Dit album bevat meerdere hits, waaronder "Genie", "On The Shelf", en "Dreamer". Het album verkocht redelijk goed, voornamelijk in Europa, dat in Nederland werd uitgebracht op het label Break.
1987 betekende het einde van de groep na de mysterieuze dood van producent Jacques Fred Petrus.

## Discografie

### Albums
- The B. B. & Q. band (1981)
- All Night Long (1982)
- Six million times (1983)
- Genie (1985)

### Compilatiealbums
- The Best Of The B.B. & Q. Band (1988)
- Album Collection (2006)
- Greatest Hits & Essential Tracks (2009)

### Hitlijsten
| Single met eventuele hitnotering(en) in de Nederlandse Top 40 | Datum van verschijnen | Datum van binnenkomst | Hoogste positie | Aantal weken | Opmerkingen |
| ------------------------------------------------------------- | --------------------- | --------------------- | --------------- | ------------ | ----------- |
| On The Beat                                                   | 1981                  | 12-09-1981            | 13              | 7            |             |
| Genie                                                         | 1985                  | 27-07-1985            | 32              | 5            |             |

### Singles
- "On The Beat" (1981)
- "I'll Cut You Loose / Starlette" (1981)
- "Imagination" (1982)
- "Genie" (1985)
- "Main Attraction" (1986)
- "Ricochet" (1987)